# 太田町 (福島市)
太田町（おおたまち）は、福島県福島市の町名。丁番を持たない単独町名である。郵便番号は960-8068。

## 地理
市の本庁所管にあたる中央西地域に属し、JR福島駅西口市街地の中央部に位置する。東西はJR東北本線から福島市道野田町1号線にかけての約600m、南北は福島市道太田町矢剣町4号線、矢剣町4号線から福島県道70号福島吾妻裏磐梯線（高湯街道）にかけての約550mの範囲を町域とする。北で三河南町、東で鉄道用地を町域とする栄町をはさみ早稲町、南東で五月町、南で矢剣町、南西で須川町、西で野田町一丁目と隣接する。上町に所在する 福島警察署及び天神町に所在する福島消防署のそれぞれ管轄にあたる。東北新幹線開通前後に町域内にあった昭栄製糸の工場跡地の再開発が行われ、イトーヨーカドー福島店が出店、シティホテルやビジネスホテルの立地も進み、駅西口市街地の中心となった。

## 歴史
旧来の信夫郡福島町の字用水北、用水南、雷神、阿弥陀堂、堂ノ前、下太田、上太田の一部、下河原の一部、道満塚の一部と、曾根田村字幽玄の一部、笹木野村字下江添の一部に当たる区域である。1937年7月に西隣の当時の信夫郡野田村と小面積の交換をし、境界の凹凸を整理したのちに三河北町、三河南町、矢剣町と共に設置され、1964年に住居表示が実施され現在に至る。

## 世帯数と人口
2021年（令和3年）10月31日現在の世帯数と人口は以下の通りである。
| 町丁   | 世帯数  | 人口   |
| ------ | ------- | ------ |
| 太田町 | 821世帯 | 1423人 |

## 小・中学校の学区
市立小・中学校に通う場合、学区は以下の通りとなる。
| 番地 | 小学校               | 中学校             |
| ---- | -------------------- | ------------------ |
| 全域 | 福島市立三河台小学校 | 福島市立岳陽中学校 |

## 交通

### 鉄道
- JR東北本線福島駅が町域のすぐ東隣の栄町に位置し、東北新幹線ホームの南側が町域にかかる。

### 道路
- 福島県道70号福島吾妻裏磐梯線（高湯街道）
  - あづま陸橋
- 福島県道126号福島微温湯線（微温湯街道）
- 福島市道28号太平寺山口線
- 福島市道53号方木田太田町線

### バス
福島交通路線バス
- 太田口
  - 市内循環ももりん１コース（太田町回り） / 由添団地経由庭坂行
- 福島民報前
  - 土船行 / 大原綜合病院行 / 福島市役所前行（1番ポール）
  - 上姥堂行 / 上姥堂経由高湯温泉行 / 土船行 / 由添団地経由庭坂行 / 福島駅西口経由大原綜合病院行（2番ポール）
  - 市内循環ももりん１コース（太田町回り）（3番ポール）
- 太田町中央
  - 市内循環ももりん１コース（太田町回り）（3番ポール）
- 八木田橋
  - 土船行（1番ポール）
  - 福島駅西口経由大原綜合病院（2番ポール）

## 施設
- JR福島駅（東北新幹線ホームの一部）
  - 食品館ピボット福島店

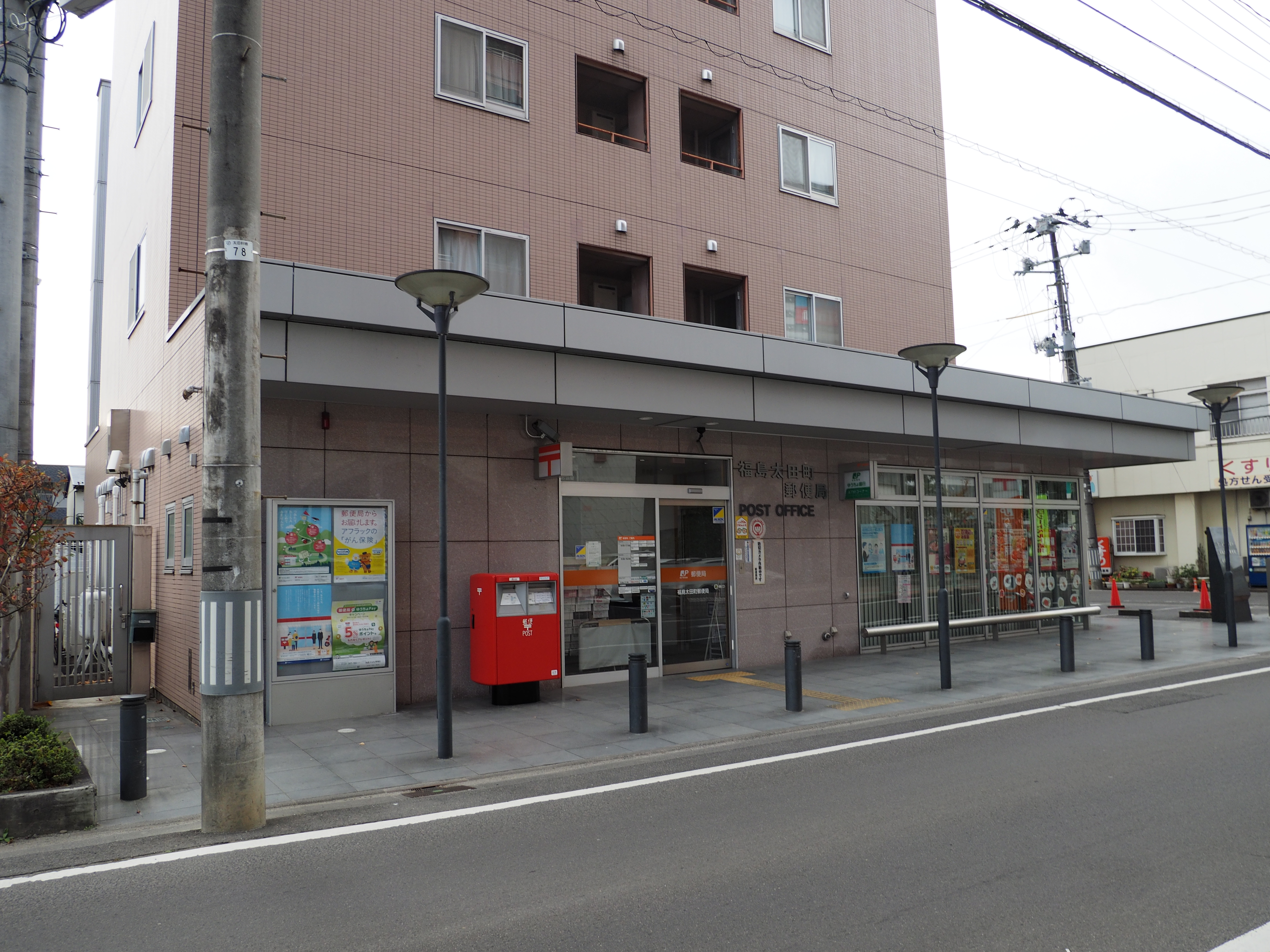
福島太田町郵便局（2021年撮影）

- 昭栄福島ショッピングセンター（イトーヨーカドー福島店）
- ザ・セレクトン福島
- ホテル福島グリーンパレス
- アパホテル福島駅前
- ラウンドワン福島店
- 福島民報社
- JRバス東北福島支店
- 太田町郵便局
- 雷神社